# Amilcare Cipriani
Amilcare Cipriani (Anzio, Italia, 18 de octubre de 1844 - París, Francia, 30 de abril de 1918) fue un patriota anarquista italiano.

## Biografía
Nació en Anzio, como hijo de una familia originaria de Rimini. En junio de 1859, a la edad de 15 años luchó con Giuseppe Garibaldi junto a las tropas piamontesas en la batalla de Solferino en la Segunda Guerra Italiana de la Independencia. En 1860, él desertó después de Garibaldi en la Expedición de los Mil (Spedizione dei Mille) en Sicilia con el fin de conquistar el Reino de las Dos Sicilias, gobernado por los Borbones.
Fue reinsertado en las filas del ejército después de una amnistía, que desertó para unirse de nuevo a Garibaldi en una expedición a Roma con la intención de liberar la ciudad y la anexión al Reino de Italia. Sin embargo, el Real Ejército italiano derrotó al ejército de Garibaldi con voluntarios en la Batalla de Aspromonte (29 de agosto de 1862). Garibaldi fue herido y arrestado; Cipriani escapó de la captura, pero se vio obligado a huir al extranjero, encontrando refugio en Grecia.
Amilcare Cipriani fundó el Club Democrático, y junto con Emanouil Dadaoglou organizó un grupo y tomó parte en la revolución contra el rey Otón I de Grecia en 1862. Después de unirse a la Primera Internacional en 1867, Cipriani participó en la defensa de la Comuna de París en 1871, por el que fue condenado a muerte, pero fue exiliado a una colonia penal en Nueva Caledonia, junto con otros 7.000 hombres.
En la amnistía que siguió en 1880, Amilcare Cipriani volvió a Francia, pero fue expulsado rápidamente. Detenido en Italia en enero de 1881 por supuestas conspiraciones, cumplió siete años de su condena de veinte años antes de que una campaña popular consiguió su liberación en 1888. En el congreso de Zúrich de la Segunda Internacional en 1893, renunció a su mandato en solidaridad con Rosa Luxemburg y los anarquistas que fueron excluidos de los procedimientos.
En 1897, se presentó como voluntario en la Legión Garibaldi y se fue con el hijo del mismo, Ricciotti Garibaldi, y exdirigentes del Fasci Siciliani, Barbato Nicola y Giuseppe De Felice Giuffrida, a Grecia para luchar contra los turcos en la guerra turco-griega y sufre heridas físicas antes de volver a ser encarcelado en Italia por otros tres años el 30 de julio de 1898.
Fue elegido diputado de la nueva Cámara de Diputados de Italia (y posteriormente reelegido ocho veces), pero no pudo ganar su lugar porque se negó a prestar juramento de fidelidad al Rey. En 1891, fue uno de los delegados a la conferencia que estableció el efímero Partido Socialista Revolucionaria Anarquista.
Él escribió para Le Plébéien y otros periódicos anarquistas. Sus escritos fueron censurados como literatura subversiva en Italia en 1911.  Cipriani falleció en un hospital de París el 30 de abril de 1918, a la edad de 73 años.